# Monasterio de Gelati

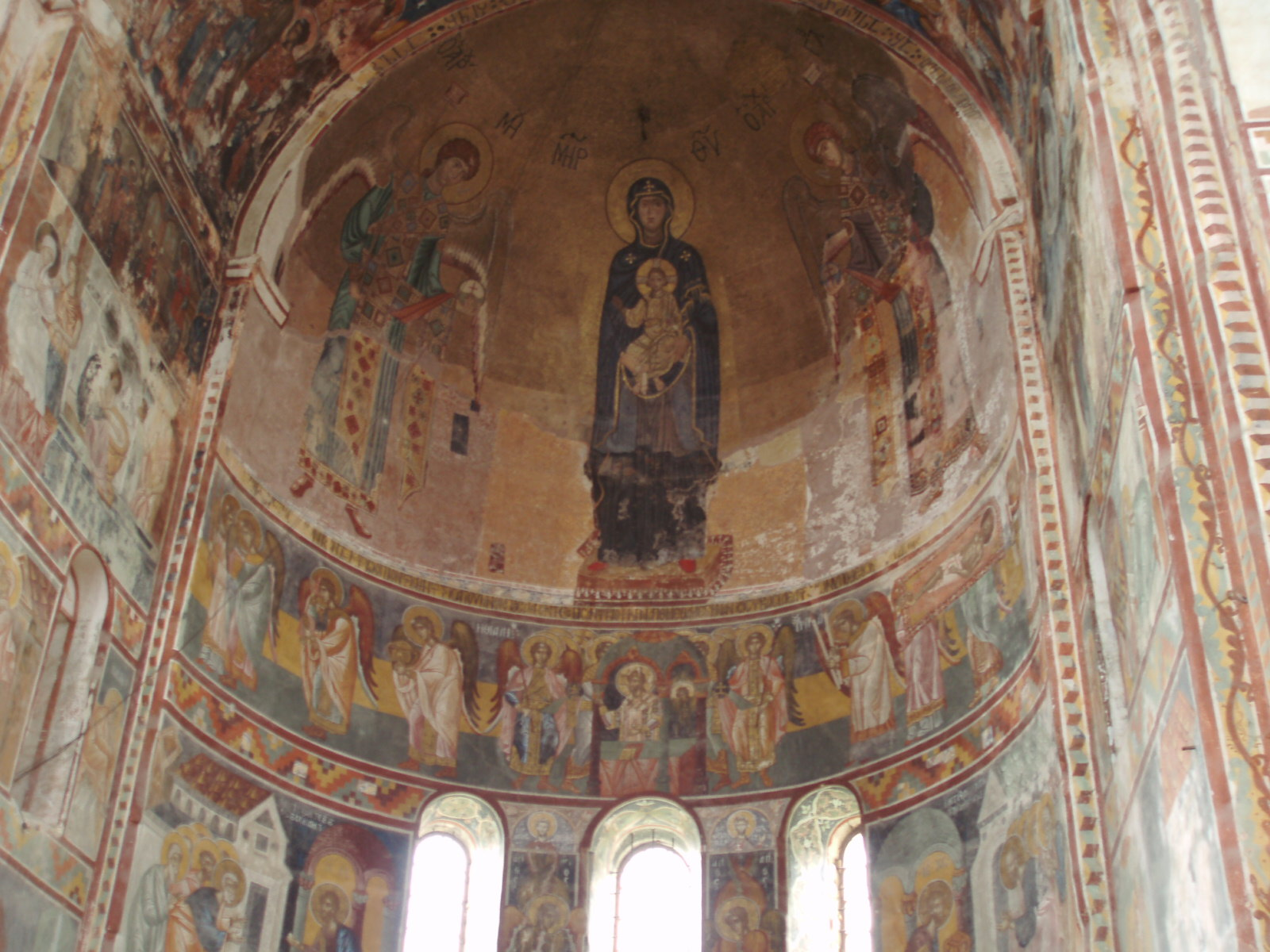
Imagen de la Teotokos en el ábside.

El monasterio de la Virgen - Gelati cerca de Kutaisi (región de Imereti de Georgia occidental) fue fundado por el rey de Georgia David el Constructor (1089-1125) en 1106. Fue incluido por la Unesco en la lista del Patrimonio de la Humanidad en 1994, junto con la catedral de Bagrati como una misma entidad. El 29 de julio, en la reunión del Comité de Patrimonio de la Humanidad de 2010, este, junto a la catedral, fueron incluidas en la lista de Patrimonio de la Humanidad en peligro, expresando el Comité sus serias dudas sobre las intervenciones irreversibles realizadas como parte de un proyecto de reconstrucción.
El monasterio ortodoxo de Gelati durante largo tiempo fue uno de los principales centros intelectuales y culturales en Georgia. Tenía una academia que empleaba a algunos de los más célebres científicos georgianos, teólogos y filósofos, muchos de los cuales habían estado previamente en activo en varios monasterios ortodoxos en el extranjero o en la academia Mangan en Constantinopla. Entre los científicos había notables eruditos como Ioane Petritsi y Arsen Ikaltoeli.
Debido al amplio trabajo llevado a cabo por la academia Gelati, la gente de su tiempo la llamó una nueva «Hélade» y «un segundo Athos».
El monasterio Gelati ha conservado un gran número de murales y manuscritos que se remontan a los siglos XII-XVII. El tríptico Khakhuli también tuvo su santuario en Gelati hasta que fue robado en 1859.  
En Gelati está enterrado su fundador y uno de los más grandes reyes georgianos, David el Constructor (Davit Agmashenebeli en georgiano).

## Enterramientos
- Demetrio I de Georgia
- David IV de Georgia
- Tamar de Georgia
- Salomón I de Imereti
- Salomón II de Imereti
- Jorge III de Georgia
- Vakhtang II de Georgia
- Bagrat VI de Georgia
- Jorge V de Georgia
- Alejandro II de Imereti
- Jorge de Chqondidi

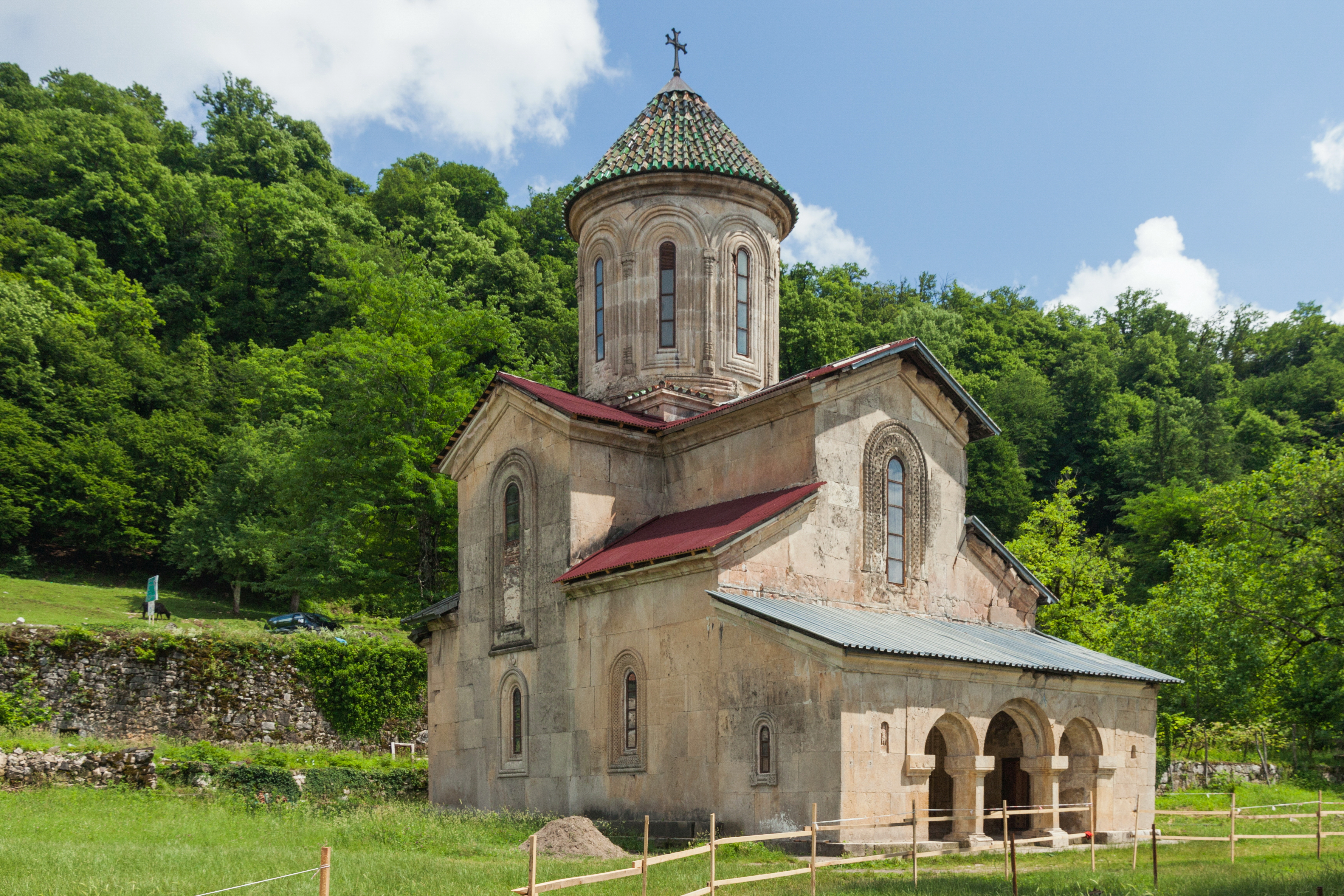
Iglesia de San Jorge
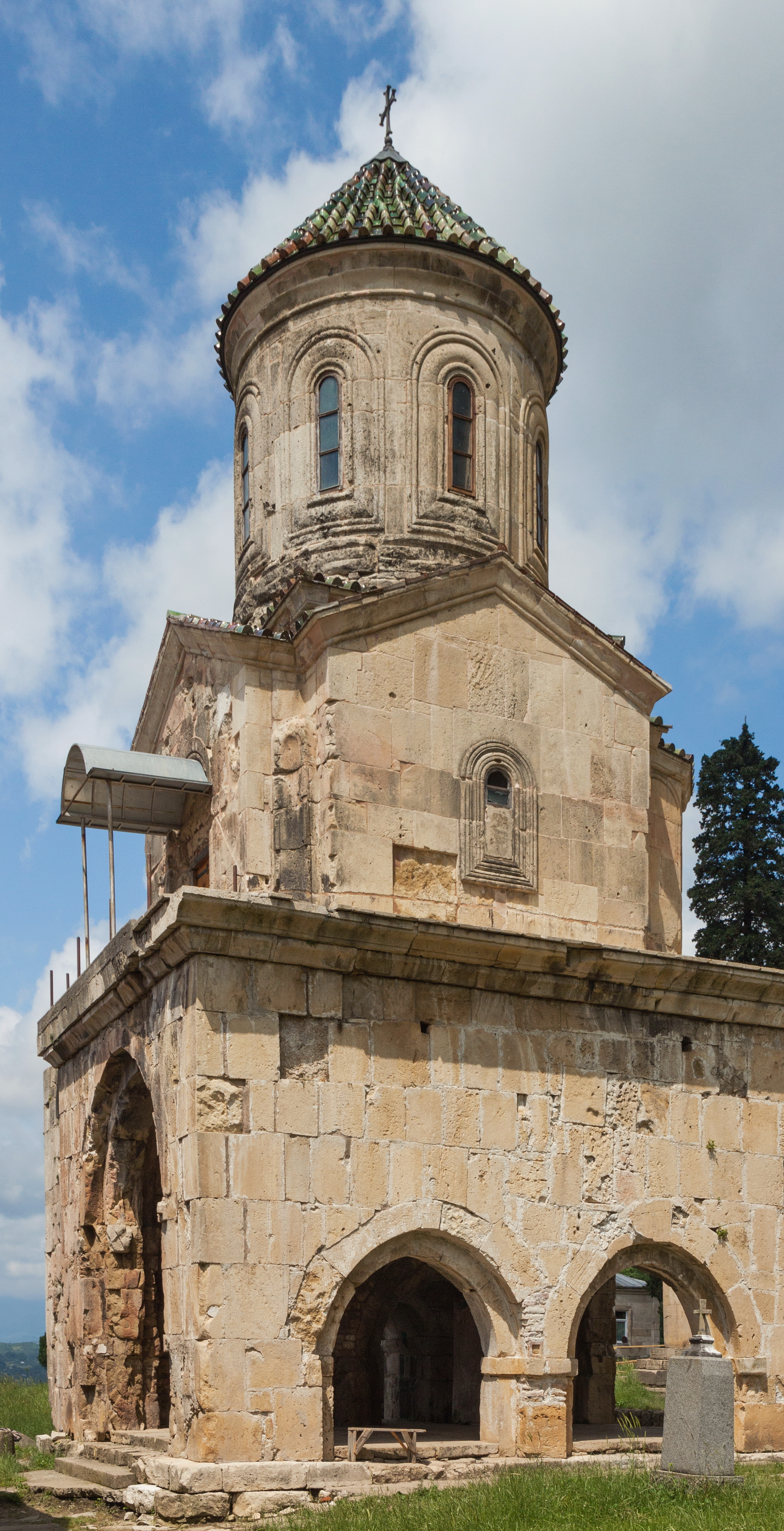
Iglesia de San Nicolás
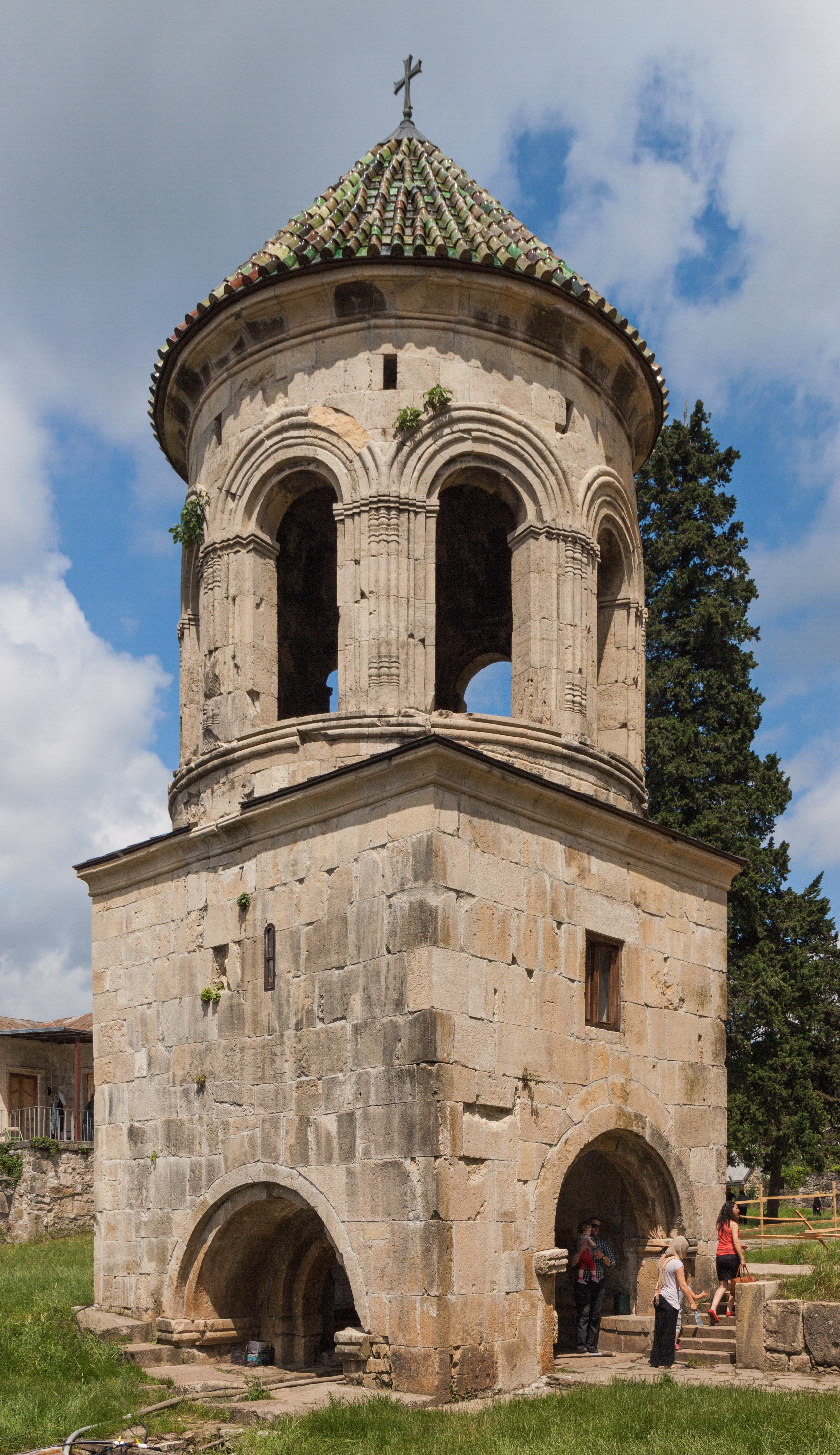
Campanario
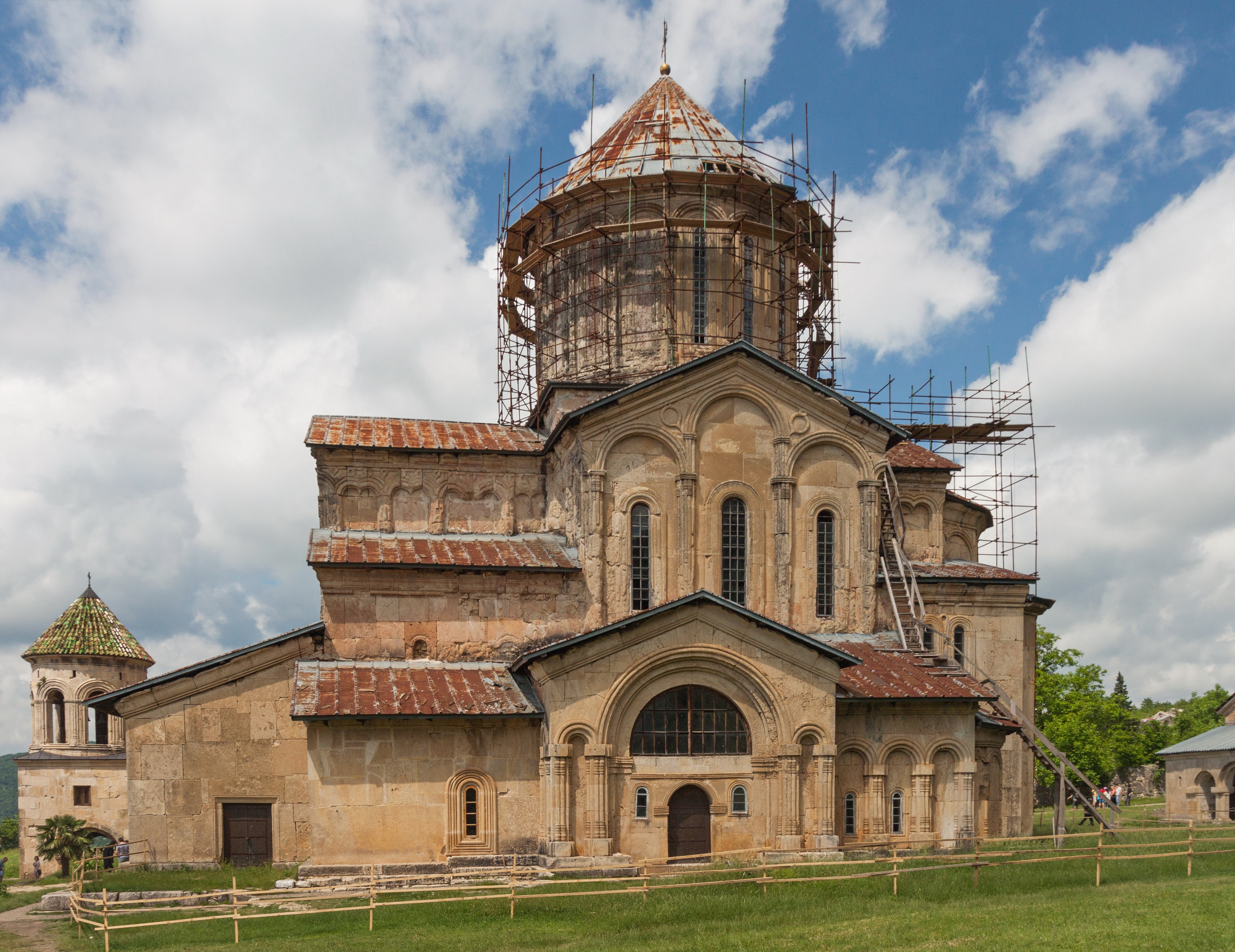
Catedral de la Natividad de la Virgen
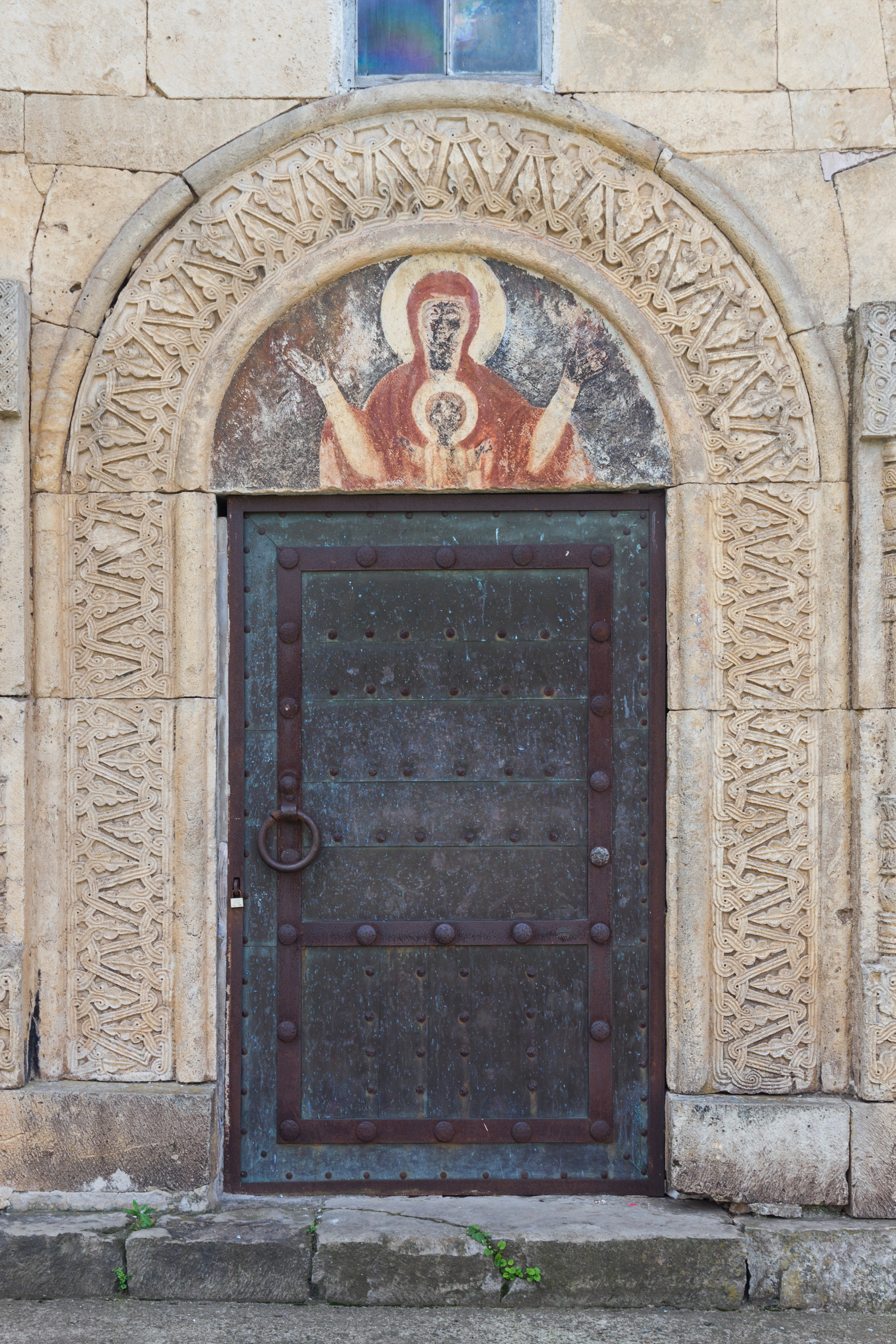
Portal de la catedral
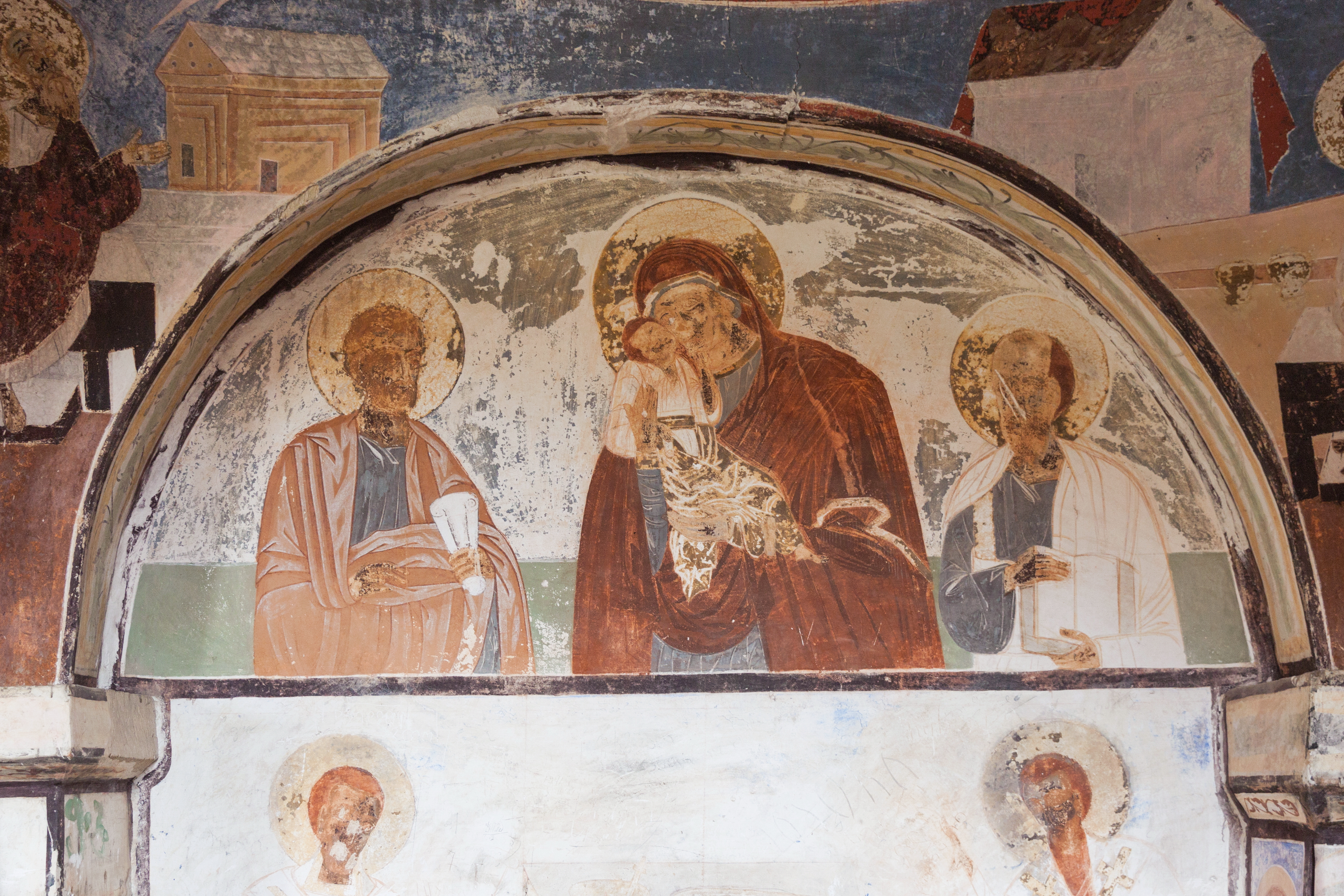
Frescos en la catedral
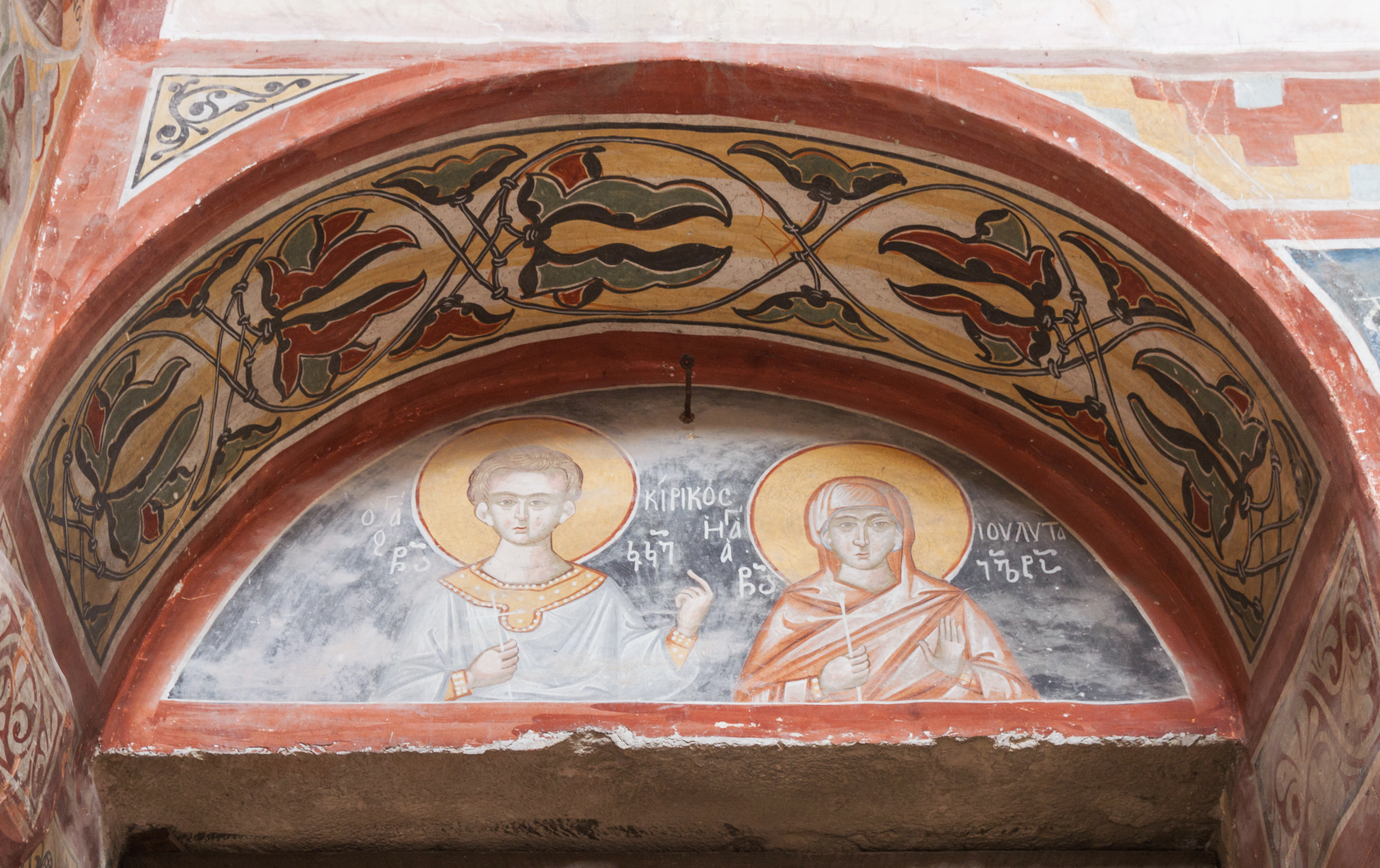
Frescos en la catedral